# Pleuroxus procurvus
Pleuroxus procurvus är en kräftdjursart som beskrevs av Birge 1879. Pleuroxus procurvus ingår i släktet Pleuroxus och familjen Chydoridae. Inga underarter finns listade i Catalogue of Life.